# Joueur de flûte (Giorgione)
Le Joueur de flûte est une peinture à l'huile sur toile (102 x 78 cm) attribuée au peintre italien Giorgione, datable d'environ 1508-1510 et conservée à la Galerie Borghèse à Rome. L'œuvre est le pendant du Chanteur passionné, de taille similaire et également conservé dans ce musée.

## Histoire et description
L'œuvre montre un homme à mi-corps au premier plan, le torse de profil, un bras levé soulevant une flûte et la tête tournée vers le spectateur, faisant une curieuse grimace, entre le comique et le grotesque. Il porte une tunique blanche avec des ouvertures sur la manche et un bonnet souple sur la tête, tombant sur le visage, de couleur rouge, noué d'un mouchoir blanc.
Les deux toiles, avec un sujet traditionnellement identifié comme musical, ainsi que d'autres œuvres telles que le Concert, sont généralement attribuées à la dernière phase de la production de Giorgione, entre les fresques du Fondaco dei Tedeschi et sa mort (1510), l'une des périodes les plus sombres de l'artiste. À cette époque, l'auteur peint directement sur la toile, avec des teints denses et une liberté d'une grande modernité, sans recourir au dessin préparatoire. Cependant, ce sont des œuvres d'attribution incertaine, par exemple à Domenico Capriolo ou à d'autres élèves, ou comme un complément d'œuvres laissées inachevées par l'artiste après sa mort.
Remarquablement en avance sur son temps sont les effets de clair-obscur et du pathos, qui, pour certains, ont même fait penser à une œuvre du début du baroque, du début du XVIIe siècle.

## Source de traduction
- (it) Cet article est partiellement ou en totalité issu de l’article de Wikipédia en italien intitulé « Suonatore di flauto » (voir la liste des auteurs).